# Johnsonpthirus keniae
Johnsonpthirus keniae är en insektsart som först beskrevs av Ferris 1923.  Johnsonpthirus keniae ingår i släktet Johnsonpthirus och familjen ledlöss. Inga underarter finns listade i Catalogue of Life.